# 久間繁
久間 繁（くま しげる、1953年5月24日 - ）は、愛知県出身のボートレーサー。

## 来歴
42期訓練生として本栖研修所に入り卒業。1978年デビュー。

## エピソード
- 42期は、久間繁、荘林幸輝、吉田稔、平野勇志、刀根辰治らがいて逸材揃いといわれた。

## 獲得タイトル

### GI
- 1993年 9月28日 施設改善記念（徳山競艇場）
- 1995年 3月 8日 開設41周年記念 全日本王者決定戦（唐津競艇場）